# سكوت شفاب
سكوت شفاب (بالإنجليزية: Scott Schwab)‏ هو سياسي أمريكي، ولد في 9 يوليو 1972 في غريت بيند في الولايات المتحدة. حزبياً، نشط في الحزب الجمهوري. وقد انتخب Secretary of State of Kansas ‏ وانتخب عضو مجلس نواب كنساس.

## وصلات خارجية
- الموقع الرسمي